# Vitamin B6
Vitamin B6 ili piridoksin je vitamin B-kompleksa topljiv u vodi. Osim piridoksina vitaminsku aktivnost pokazuju, pirodoksal i piridoksamin.
Ovaj vitamin čini nekoliko sličnih spojeva. Piridoksin, piridoksal i piridoksamin derivati su piridina, a razlikuju se po skupini u položaju C-4. Piridoksin je bijeli kristaličan prašak koji se lako topi u vodi, a teže u alkoholu, kloroformu i eteru. Slabo se razgrađuje, ali je osjetljiv na sunčevu svjetlost.
Sva tri sastojka se nalaze u prirodi. Piridoksina ima u biljnom i životinjskom tkivu, osobito u jetri i bubrezima, zatim u kvascu, ribi, soji, jajima, mlijeku te voću (osobito suho voće, banane, avokado) i povrću (špinat, pšenične klice). Može se reći da ga ima posvuda. Preporučene dnevne količine (prema RDA) za odrasle zdrave muškarce su 2.0 mg, a za odrasle zdrave žene 1.6 mg pri normalnoj ishrani.
U jetri sva tri oblika prelaze u piridoksal fosfat i piridoksamin fosfat. Piridoksal fosfat je inače vrlo važan koenzim mnogih enzima u metabolizmu aminokiselina te pri dekarboksilaciji.
Nedostatak vitamina B6 je vrlo rijedak. Javlja se kod primjene nekih lijekova ili vezan za nedostatak nekih drugih vitamina B-kompleksa. Simptomi nedostatka se očituju na koži i u središnjem živčanom sustavu. Uz to ovaj vitamin ima i relativno nisku toksičnost.